# رولاند اورزابل
رولاند اورزابل (انگلیسی: Roland Orzabal؛ زادهٔ ۲۲ اوت ۱۹۶۱) یک موسیقی‌دان، ترانه‌سرا، تهیه‌کننده موسیقی و نویسنده اهل بریتانیا است. او بیشتر به خاطر پایه‌گذاری گروه موسیقی تی‌یرز فور فی‌یرز، که ترانه‌سرا و هم‌خوانِ آن نیز هست، شناخته‌شده‌است. او همچنین به عنوان تهیه‌کننده موسیقی با هنرمندان دیگر نیز همکاری داشته‌است. اورزابل در سال ۲۰۱۴ اولین رمان خود را منتشر کرد.